# Sweet Candy
Sweet Candy è un singolo del gruppo musicale australiano AC/DC, il quarto estratto dal quindicesimo album in studio Rock or Bust e pubblicato il 26 giugno 2015.. Per la stagione 2015/2016 di Formula 1, "Sweet Candy" è stata usata come sigla prima della gara.